# Pseudaneitea maculata
Pseudaneitea maculata är en snäckart som beskrevs av Burton 1963. Pseudaneitea maculata ingår i släktet Pseudaneitea och familjen Athoracophoridae. Inga underarter finns listade i Catalogue of Life.